# Gare de Mishima
La gare de Mishima (三島駅, Mishima-eki) est une gare ferroviaire de la ville de Mishima, dans la préfecture de Shizuoka au Japon. Elle est exploitée conjointement par la JR Central et la compagnie privée Izuhakone. La gare est desservie par la ligne Shinkansen Tōkaidō.

## Situation ferroviaire
La gare de Mishima est située au point kilométrique (PK) 111,3 de la ligne Shinkansen Tōkaidō et au PK 120,7 de la ligne principale Tōkaidō. Elle marque le début de la ligne Sunzu de la compagnie Izuhakone.

## Historique
La gare de Mishima a été inaugurée le 1er décembre 1934. Le Shinkansen dessert la gare depuis le 1er octobre 1964.

## Service des voyageurs

### Accueil
La gare dispose d'un bâtiment voyageurs, avec guichets, ouvert tous les jours.

### Desserte
- Ligne principale Tōkaidō :
  - voies 1 et 3 : direction Atami, Odawara, Yokohama et Tokyo
  - voies 2 et 4 : direction Numazu et Shizuoka
- Ligne Shinkansen Tōkaidō :
  - voie 5 : direction Nagoya et Shin-Osaka
  - voie 6 : direction Tokyo
- Ligne Sunzu :
  - voies 7 à 9 : direction Daiba, Izu-Nagaoka et Shuzenji